# Александрс Фертовс
Александрс Фертовс (латис. Aleksandrs Fertovs, нар. 16 червня 1987, Рига) — латвійський футболіст, півзахисник.
Виступав, зокрема, за «Сконто» та національну збірну Латвії.

## Клубна кар'єра
Народився 16 червня 1987 року в місті Рига. Вихованець футбольної школи клубу «Сконто».
У дорослому футболі дебютував 2006 року виступами за «Олімпс», в якій провів один сезон, взявши участь у 13 матчах чемпіонату. Своєю грою за цю команду привернув увагу представників тренерського штабу клубу «Сконто», до складу якого повернувся 2008 року. Але провівши лише один матч в чемпіонаті, Фертовс повернувся на правах оренди в «Олімпс», де провів сезон 2008 року.
До складу «Сконто» повернувся на початку 2009 року і за наступні п'ять сезонів встиг відіграти за ризький клуб 123 матчі в національному чемпіонаті, 5 ігор в кубку країни (1 гол) , 12 — в єврокубках і 6 — в Балтійській лізі (2 голи). За цей час допоміг клубу виграти національний чемпіонат (2010) і кубок (2012), а також тричі входив до символічної збірної чемпіонату країни (2011, 2012 і 2013).
У січні 2014 року підписав контракт на два з половиною року з «Севастополем», взявши 87 номер. Дебютний гол забив 4 квітня 2014 року в матчі Прем'єр-ліги проти полтавської «Ворскли» (1-0). 26 червня 2014 року клуб втратив свого єдиного спонсора, оскільки підприємство «Смарт-Холдинг» припинило фінансування команди, після чого власник клубу Вадим Новинський повідомив про ліквідацію клубу. Після цього Фертовс тривалий час залишався вільним агентом.
У січні 2015 року латвієць підписав шестимісячний контракт з польським клубом «Корона».

## Виступи за збірні
Виступав у складі юнацької збірної Латвії, взяв участь у 3 іграх на юнацькому рівні.
Протягом 2007–2009 років залучався до складу молодіжної збірної Латвії. На молодіжному рівні зіграв у 4 офіційних матчах, забив 1 гол.
У національній збірній Латвії Александрс Фертовс дебютував 15 листопада 2009 року в матчі проти збірної Гондурасу. Наразі провів у формі головної команди країни 36 матчів.
| Дата       | Місто        | Господарі      | Результат             | Гості                | Турнір            | Голи | Примітки |
| ---------- | ------------ | -------------- | --------------------- | -------------------- | ----------------- | ---- | -------- |
| 14-11-2009 | Тегусігальпа | Гондурас       | 2 – 1                 | Латвія               | товариський матч  | -    | 80'      |
| 22-1-2010  | Малага       | Південна Корея | 1 – 0                 | Латвія               | товариський матч  | -    | 70'      |
| 3-3-2010   | Луанда       | Ангола         | 1 – 1                 | Латвія               | товариський матч  | -    | 79'      |
| 11-8-2010  | Ліберець     | Чехія          | 4 – 1                 | Латвія               | товариський матч  | -    | 80'      |
| 17-11-2010 | Ліберець     | Чилі           | 1 – 0                 | Латвія               | товариський матч  | -    | 82'      |
| 10-8-2011  | Рига         | Латвія         | 0 – 2                 | Фінляндія            | товариський матч  | -    | 78'      |
| 2-9-2011   | Тбілісі      | Грузія         | 0 – 1                 | Латвія               | Відбір до ЧЄ 2012 | -    | 21'      |
| 6-9-2011   | Рига         | Латвія         | 1 – 1                 | Греція               | Відбір до ЧЄ 2012 | -    |          |
| 29-2-2012  | Анталья      | Казахстан      | 0 – 0                 | Латвія               | товариський матч  | -    | 90'      |
| 22-5-2012  | Клагенфурт   | Латвія         | 0 – 1                 | Польща               | товариський матч  | -    |          |
| 1-6-2012   | Виру         | Латвія         | 5 – 0                 | Литва                | Балтійський кубок | -    | 45' 78'  |
| 3-6-2012   | Виру         | Латвія         | 1 – 1 д.ч. (5-3 п.п.) | Фінляндія            | Балтійський кубок | -    | 65'      |
| 15-8-2012  | Подгориця    | Чорногорія     | 2 – 0                 | Латвія               | товариський матч  | -    |          |
| 7-9-2012   | Рига         | Латвія         | 1 – 2                 | Греція               | Відбір до ЧС 2014 | -    | 76'      |
| 12-10-2012 | Братислава   | Словаччина     | 2 – 1                 | Латвія               | Відбір до ЧС 2014 | -    |          |
| 16-10-2012 | Рига         | Латвія         | 2 – 0                 | Ліхтенштейн          | Відбір до ЧС 2014 | -    |          |
| 6-2-2013   | Кобе         | Японія         | 3 – 0                 | Латвія               | товариський матч  | -    |          |
| 24-5-2013  | Доха         | Катар          | 3 – 1                 | Латвія               | товариський матч  | -    | 80'      |
| 28-5-2013  | Рига         | Латвія         | 3 – 3                 | Туреччина            | товариський матч  | -    | 46'      |
| 7-6-2013   | Рига         | Латвія         | 0 – 5                 | Боснія і Герцеговина | Відбір до ЧС 2014 | -    | 11'      |
| 14-8-2013  | Таллінн      | Естонія        | 1 – 1                 | Латвія               | товариський матч  | -    | 63' 76'  |
| Усього     |              | Матчів         | 20                    |                      | Голів             | 0    |          |

## Досягнення
- Чемпіон Латвії: 2010
- Володар Кубка Латвії: 2012, 2019
- Володар Кубка Вищої ліги: 2018